# Ctenidiadelphus spinulosus
Ctenidiadelphus spinulosus är en bladmossart som beskrevs av Fleischer 1923. Ctenidiadelphus spinulosus ingår i släktet Ctenidiadelphus och familjen Hypnaceae. Inga underarter finns listade i Catalogue of Life.